# Bien de familia
El bien de familia es una institución jurídica del derecho de familia patrimonial y por lo tanto del derecho civil.
Consiste en la afectación de un inmueble urbano o rural a la satisfacción de las necesidades de sustento y de la vivienda del titular y su familia y, en consecuencia, se lo sustrae a las contingencias económicas que pudieran provocar, en lo sucesivo, su embargo o enajenación.
La finalidad del instituto es la protección de la familia, y su objetivo es doble: por un lado económico, tendiente a la conservación de una parte del patrimonio dentro del núcleo familiar; y por el otro social, en cuanto propende el mantenimiento de la familia bajo un mismo techo.

## Naturaleza jurídica
La doctrina ha desarrollado distintas tesis vinculadas a la naturaleza jurídica de este instituto, entre ellas se destacan las que lo consideran una propiedad de la familia, un condominio familiar, una fundación familiar, o un caso de dominio imperfecto.

## Derecho comparado
La legislación italiana contempla el fondo familiar, que tiene por objeto bienes muebles, inmuebles y títulos nominativos. La constitución se produce mediante la inscripción de los bienes inmuebles o muebles en el registro del fondo familiar, o mediante la anotación correspondiente de los títulos nominativos. La administración se rige por las normas de la comunidad legal, los frutos deben emplearse para satisfacer las necesidades de la familia; y, los bienes que integran el fondo de familia no pueden ser embargados después de su constitución, por deudas que fueron contraídas para fines extraños a las necesidades de la familia.
El derecho alemán reconoce el patrimonio familiar, que puede constituirse sobre bienes de habitación o bienes de explotación, mediante concesión del Estado o los municipios, mediante transmisión de la finca al concesionario, o por oblación del propietario del bien, que lo destina a la vivienda o explotación agrícola. Este régimen reduce las facultades de disposición y restringe la ejecución del bien por deudas personales del concesionario.
En la legislación norteamericana, esta figura se conoce con el nombre de homestead, su traducción al castellano significa "lugar del hogar", "lote de hogar", "sede del hogar". Existe una acepción de homestead cuya característica fundamental es la combinación de la inembargabilidad y de la inejecutabilidad de determinados inmuebles; esta acepción nació con la ley del Estado de Texas del año 1839 y se expandió a diversos estados de la confederación que sancionaron leyes semejantes. La segunda acepción de homestead se identifica con la idea de "lote de colonización", de dimensiones delimitadas legalmente, al que todo ciudadano americano que sea jefe de familia o haya llegado a la edad de veintiún años, tiene derecho.
En el derecho francés, desde el año 1886 se conocieron proyectos legislativos sobre las llamadas "casas baratas" y sobre el bien de familia. La primera ley francesa sobre bien de familia se sancionó en el año 1909 y ha sido modificada en numerosas oportunidades. Es equivalente al homestead de las leyes norteamericanas y al patrimonio familiar del derecho alemán, ya que todos ellos ofrecen las dos notas esenciales, la inembargabilidad y la indisponibilidad.
En España existen una serie de leyes que contemplan bajo aspectos especiales y parciales la protección del hogar familiar y de las explotaciones agrarias familiares, sin llegar a constituir un régimen orgánico y completo de bien de familia.

## Antecedentes
En el derecho argentino se han registrado regímenes de fomento a la propiedad urbana y rural, entre los cuales se destacan: la concesión de tierras públicas para ganadería prevista en la ley 1501 del año 1884, las llamadas casas baratas contempladas en la ley 9677 del año 1915, y el lote de hogar, regulado por la ley 10284, del año 1917. Asimismo, la Constitución Nacional Argentina de 1949 contemplaba una regulación tuitiva del patrimonio familiar.

## Régimen legal vigente - Ley 14394
La Constitución Nacional Argentina prevé la figura del bien de familia en el artículo 14 bis –incorporado por la reforma constitucional de 1957-. La ley 14394 del año 1954 la regula específicamente en sus artículos 34 a 50.

### Objeto
Puede ser afectado cualquier inmueble urbano o rural, pero no puede constituirse más de un bien de familia. Si una persona resulta, en lo sucesivo, ser propietario único de dos o más bienes de familia, deberá optar por la subsistencia de uno solo en ese carácter dentro del plazo que fije la autoridad de aplicación, bajo apercibimiento de mantenerse como bien de familia en el constituido en primer término; incluso sus acreedores pueden exigir ante la autoridad de aplicación que se le intime para que practique dicha opción. 
El inmueble debe estar destinado a la vivienda, o debe ser el lugar donde se realiza la actividad que es sustento de la familia. En consecuencia, puede ser afectado un inmueble que se dedique al cultivo o ganadería, o al desarrollo por el propietario o su familia de una actividad comercial, industrial o profesional; o puede incluso tratarse de un inmueble con destino mixto.
Sólo son aptos para ser afectados los inmuebles urbanos o rurales cuyo valor no exceda las necesidades del sustento y vivienda de la familia del propietario. El decreto reglamentario deja librado a las provincias el establecimiento de dicho valor tope. En el ámbito nacional, el decreto 2080/80, distingue dos supuestos: 
- cuando el inmueble es la vivienda del constituyente o su familia, aunque además de ese destino, se desarrolle en él una actividad lucrativa, no hay límites en relación con el valor del inmueble
- cuando en el inmueble no habitan el constituyente ni su familia, pero sirve para el sustento de ésta a través de la explotación personal por parte sus miembros, será necesario para poder acogerse a los beneficios del régimen previsto en la ley 14394 que la valuación fiscal del inmueble no exceda los montos que semestralmente fija el Ministerio de Justicia de la Nación.[11]

### Requisitos para la constitución

#### Propiedad del bien
El constituyente debe ser titular del dominio del inmueble y capaz para disponer a título oneroso. En el caso de una persona casada, es necesario el consentimiento del cónyuge tanto si se trata de un inmueble ganancial como si se trata de un bien propio en tanto sea el asiento del hogar conyugal y existan hijos menores o incapaces, incluso disuelta la sociedad conyugal. Si hubiere condominio será necesaria la decisión unánime de todos los condóminos y que exista entre ellos el parentesco requerido por el artículo 36 de la ley. 

#### Habitación del bien
Si el inmueble afectado está destinado a vivienda, debe ser habitado personalmente por el propietario o por alguno de los beneficiarios; no existe este requisito cuando el inmueble se destina a realizar en él trabajo personal que sirve para el sustento de la familia. 

#### Determinación de los beneficiarios
El constituyente debe determinar los beneficiarios, justificando la existencia y composición de su familia. La ley entiende por familia la conformada por el propietario y su cónyuge, sus descendientes o ascendientes o hijos adoptivos; y en defecto de ellos, sus parientes colaterales hasta el tercer grado inclusive de consanguinidad, es decir, hermano, tíos y sobrinos. Asimismo, debe acreditar su convivencia en el inmueble con las personas indicadas. La doctrina moderna entiende que el requisito de la convivencia con el constituyente sólo es imperativo respecto de los beneficiarios que son parientes colaterales. En cambio los beneficiarios que fueren el cónyuge, descendientes o ascendientes, pueden no habitar todos el bien sin perjuicio de que el titular quiera protegerlos.
No existe límite en cuanto a la cantidad de miembros que pueden constituir la familia, y a la inversa, bastará la presencia del cónyuge o de alguno de los parientes mencionados para que se cumpla el requisito de familia. 
Cuando se presentan simultáneamente cónyuge, descendientes y ascendientes, el constituyente tiene amplia facultad para elegir a los beneficiarios; así puede por ejemplo, designar ascendientes o descendientes y, en este último caso, incluso puede excluir a un hijo y designar a un nieto.

### Forma de constitución
La constitución puede hacerse por acto jurídico entre vivos o de última voluntad. 
En relación con el primero de los supuestos, la ley prevé que la inscripción del bien de familia se formalizará en jurisdicción nacional ante la autoridad administrativa que establezca el Poder Ejecutivo Nacional. Este organismo es el Registro de la Propiedad Inmueble. En lo que atañe a inmuebles localizados en las provincias, el bien de familia se inscribirá en el registro inmobiliario correspondiente a su ubicación. Constitución e inscripción no son términos idénticos: si la constitución del bien de familia se realiza en el mismo Registro, en un solo acto se cumple tanto la constitución como la inscripción. Pero la constitución también puede ser hecha por escritura pública; en este caso la inscripción en el Registro se practicará posteriormente, no obstante -en jurisdicción nacional- si la inscripción se realiza dentro de los 45 días de la fecha de la escritura, los efectos se producen a partir de la escritura. En algunas provincias, la constitución puede hacerse por acta judicial.
Asimismo la constitución puede efectuarse por cualquier tipo de testamento. En estos casos, el propietario dispone en su testamento la constitución del bien de familia, y la inscripción se realiza tras su muerte a pedido del cónyuge, o en su defecto, de la mayoría de los interesados al juez de la sucesión, quien ordenará la inscripción en el registro inmobiliario correspondiente siempre que fuere procedente. Si entre los beneficiarios hubiere incapaces, la inscripción podrá ser solicitada por el asesor o dispuesta de oficio por el juez. 
No es necesaria la aceptación de los beneficiarios. Tampoco exige la ley que se acredite que no existe deuda por o impuestos o tasas relativas al bien que se pretende afectar.

### Efectos de la constitución
La constitución del bien de familia produce efectos a partir de su inscripción, los cuales perduran hasta tanto se produzca la desafectación. 
Los efectos que produce la afectación respecto del inmueble son: inembargabilidad, inenajenabilidad e imprescriptibilidad:
- Inembargabilidad: Una vez afectado como bien de familia, el inmueble no puede ser embargado por los créditos nacidos con posterioridad a la fecha de inscripción en el registro. La ley prevé algunas excepciones, a saber: los créditos provenientes de impuestos o tasas que graven directamente el inmueble; los créditos derivados de gravámenes constituidos con la conformidad del cónyuge, o en su defecto con autorización judicial, si mediare causa grave o manifiesta utilidad para la familia; y los créditos nacidos con motivo de construcciones o mejoras introducidas en el inmueble. Los frutos que produzca el bien, serán embargables en cuanto no sean indispensables para satisfacer las necesidades de la familia, pero nunca podrá afectar el embargo más del 50 % de éstos; por el contrario, los productos son inembargables.[16]

- Inenajenabilidad: El inmueble afectado al régimen del bien de familia, por regla, es inalienable, por acto entre vivos o de última voluntad. El bien no puede ser enajenado ni objeto de legados o mejoras testamentarias.  En consecuencia, no puede ser vendido, donado, permutado, dado en pago, ni tampoco gravado con derechos reales, excepto en el caso especial previsto en el artículo 37.[17] A pesar de que el inmueble resulta ser inenajenable, la regla no es absoluta, ya que en determinados supuestos la enajenación puede ser compulsiva, por ejemplo en el caso de expropiación por causa de utilidad pública o reivindicación de un tercero que acreditare tener mejor derecho que el constituyente, entre otros. El propietario puede enajenar libremente los frutos que produce el inmueble, ya que ninguna prohibición hay al respecto.

- Imprescriptibilidad: El dominio del inmueble afectado al régimen de la ley 14394, en principio, no podrá ser adquirido por un tercero por medio de la prescripción.[18]

### Desafectación
La desafectación es el acto con el cual se cancelará la inscripción del inmueble como bien de familia en el Registro de la Propiedad Inmueble, cuando concurra alguna de las causales enumeradas taxativamente en la ley: 
- Por voluntad del constituyente, es decir, del propietario con la conformidad de su cónyuge. Si el constituyente no fuere casado o si el cónyuge fuere incapaz, se admitirá el pedido siempre que el interés familiar no resulte comprometido.
- A solicitud de la mayoría de los herederos, cuando el bien de familia se hubiera constituido por disposición testamentaria, salvo que medie disconformidad del cónyuge supérstite o existan herederos incapaces, caso en el cual el juez de la sucesión o la autoridad competente resolverá lo que estime más conveniente para el interés familiar.
- A requerimiento de la mayoría de los condóminos, si hubiere condominio, computado en proporción a sus respectivas partes.
- De oficio, a instancia de cualquier interesado, cuando no subsistieren los requisitos previstos en los artículos 34, 36 y 41 de la ley o hubieran fallecido todos los beneficiarios.
- En caso de expropiación, reivindicación, venta judicial o existencia de causa grave que justifique la desafectación a juicio de la autoridad competente.

Los tres primeros supuestos enumerados configuran causales de desafectación voluntarias, mientras que los dos últimos importan causales forzosas.
El fallecimiento del propietario no produce la desafectación del inmueble al régimen previsto en la ley 14394.